# Endo-Zwergfledermaus

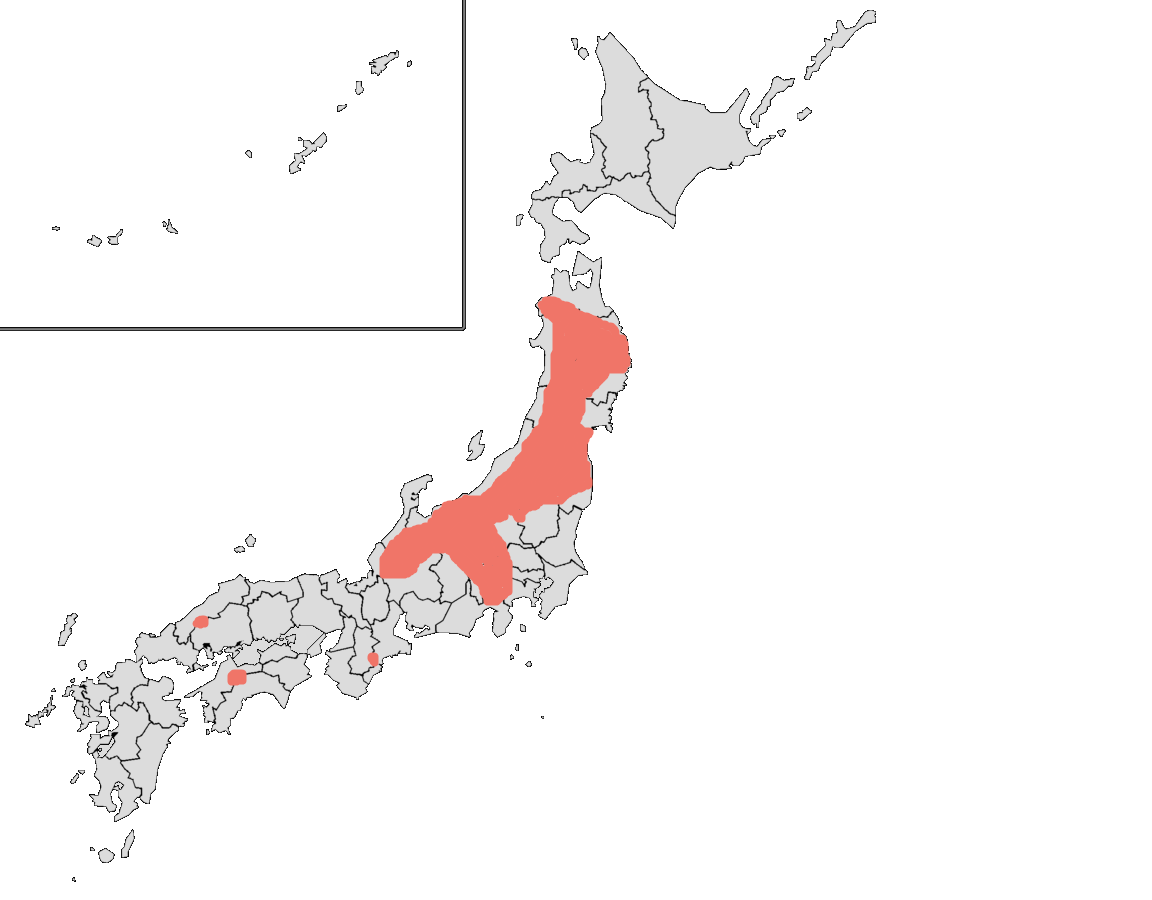
Skizze des Verbreitungsgebiets, die Populationen sind jedoch verstreuter.

Die Endo-Zwergfledermaus (Pipistrellus endoi) ist eine in Japan verbreitete Fledermaus in der Familie der Glattnasen. Sie ähnelt in ihrem Erscheinungsbild der Japanischen Zwergfledermaus (Pipistrellus abramus) und der Java-Zwergfledermaus (Pipistrellus javanicus).
Die Art ist nach dem japanischen Tiersammler Kimio Endo benannt, der das Typusexemplar fand.

## Merkmale
Erwachsene Exemplare sind ohne Schwanz 40 bis 49 mm lang, besitzen einen 28 bis 39 mm langen Schwanz und wiegen 5,6 bis 8,7 g. Die Länge der Unterarme beträgt 30 bis 34 mm, die Hinterfüße sind 6,5 bis 8,2 mm lang und die Länge der Ohren variiert zwischen 10 und 12,5 mm. Diese Fledermaus ist durch ein wolliges Fell gekennzeichnet, das oberseits glänzend rotbraun und unterseits hellbraun ist. Einen markanten Kontrast bilden die schwarzbraunen Ohren und Flughäute. Bei der Endo-Zwergfledermaus sind die vorderen Nasenwände nackt und die Schwanzflughaut ist oberseits behaart. Bei Männchen ist ein recht langer und gebogener Penisknochen vorhanden. Im Oberkiefer besteht zwischen dem Eckzahn und dem ersten Prämolar eine kleine Lücke. Der diploide Chromosomensatz enthält 36 Chromosomen.

## Verbreitung
Diese Fledermaus hat viele disjunkte Populationen auf den japanischen Inseln Honshū und Shikoku. Sie lebt im welligen Gelände und in Gebirgen zwischen 100 und 1500 Meter Höhe. Die Endo-Zwergfledermaus bevorzugt ursprüngliche Wälder und besucht aufgeforstete Wälder.

## Lebensweise
Die Exemplare ruhen in Baumhöhlen, unter der Baumrinde oder gelegentlich in Felsspalten oder Gebäuden. Die Endo-Zwergfledermaus hält zwischen November und März Winterruhe. In der warmen Jahreszeit ist sie nachtaktiv und jagt Insekten. Vermutlich kommt bei dieser Art, wie bei nahen verwandten Fledermäusen eine verzögerte Entwicklung der Embryos vor. Nach dem Entwicklungsstand aufgefundener Weibchen, findet die Geburt wahrscheinlich im Juli und August statt. Pro Wurf werden zwei Nachkommen geboren.

## Gefährdung
Der Bestand ist durch Waldrodungen bedroht. Die IUCN vermutet eine leichte Abnahme der Populationsgröße und listet die Art in der Vorwarnliste (near threatened).